# Colgat

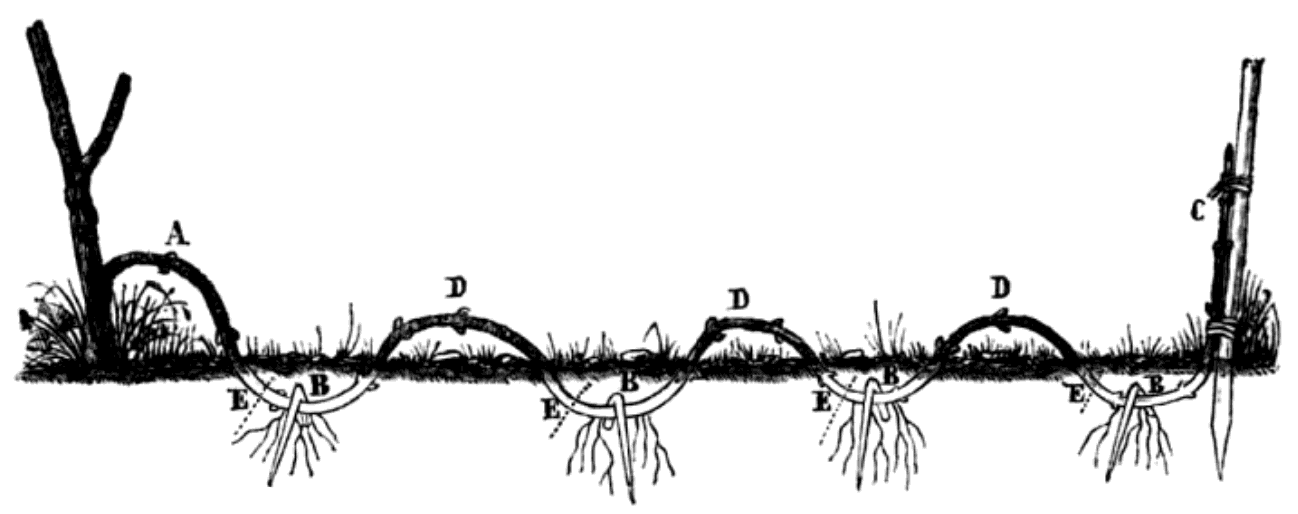
Murgonat serpentejant

El colgat, capficat o murgó és una tècnica de multiplicació vegetativa de les plantes que es fa servir com a alternativa als esqueixos i consisteix a fer arrelar una branca que encara està unida a la planta mare (rizogènesi).

## Etimologia
Murgonar deriva de la paraula murgó que al seu torn ve d'una forma romànica *mergone, amb assimilació vocàlica, derivada del llatí mergus. En català apareix a partir de l'any 1309 i en principi es refereix a la multiplicació vegetativa de la vinya. En francès i italià són dels mateix origen els termes marcottage i margotta respectivament.

## Tipologies

### Murgonat natural

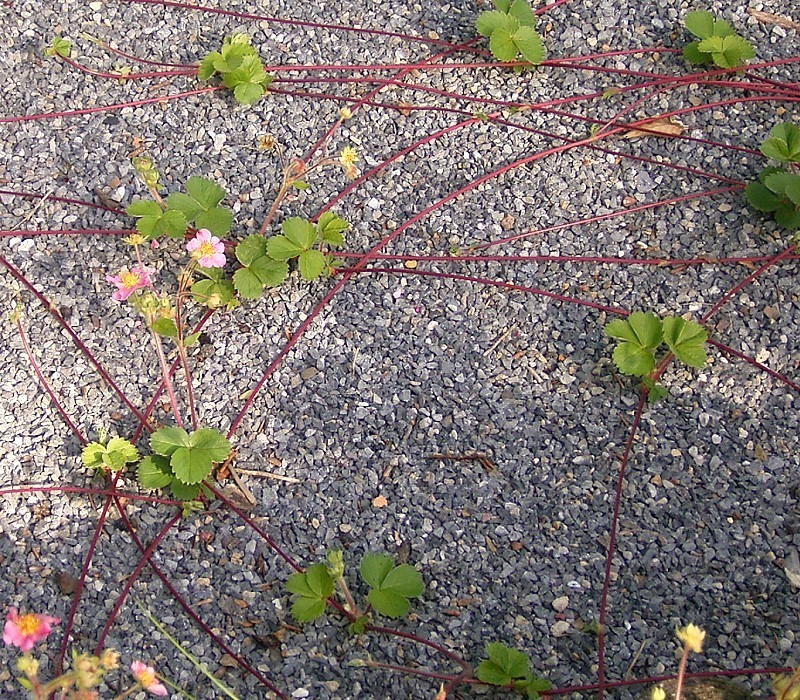
Una planta de maduixera es murgona de manera natural pels estolons

El murgonat és una forma natural més o menys fàcil segons les espècies. Els esbarzers ho fan espontàniament, es capfiquen, i els ajuda a ocupar el terreny ràpidament. A més del cas molt conegut de les maduixeres també ho fan algunes coníferes com el Xiprer de Leyland en les seves branques baixes en contacte amb el sòl. També passa en els til·lers.

### Murgonat aeri
Es fa servir en plantes tropicals i ornamentals, per exemple en les del gènere Ficus. S'aconsegueix embolicant amb una tela, que contingui un substrat com la torba, una branca i lligant el sac format als dos extrems. La part de la branca en contacte amb el substrat emet arrels adventícies, quan les arrels són ben desenvolupades la branca es talla per sota del lloc inferior que s'ha lligat i es trasplanta.

### Murgonat de cep
Es fa servir per produir portaempelts de fruiters i és la tècnica més eficient des del punt de vista del rendiment entre la quantitat de material produït i el cost de producció (espai i mà d'obra). Les plantes mare es disposen en filera (40-50 cm sobre la filera) i després d'un any, abans de la represa vegetativa, s'escapcen per tal d'estimular l'emissió d'arrels adventícies. Al final de l'estació s'obtenen branques preparades per a ser plantades. L'operació es pot repetir més vegades i la planta mare pot produir durant 15-20 anys.

### Murgonat arquejat

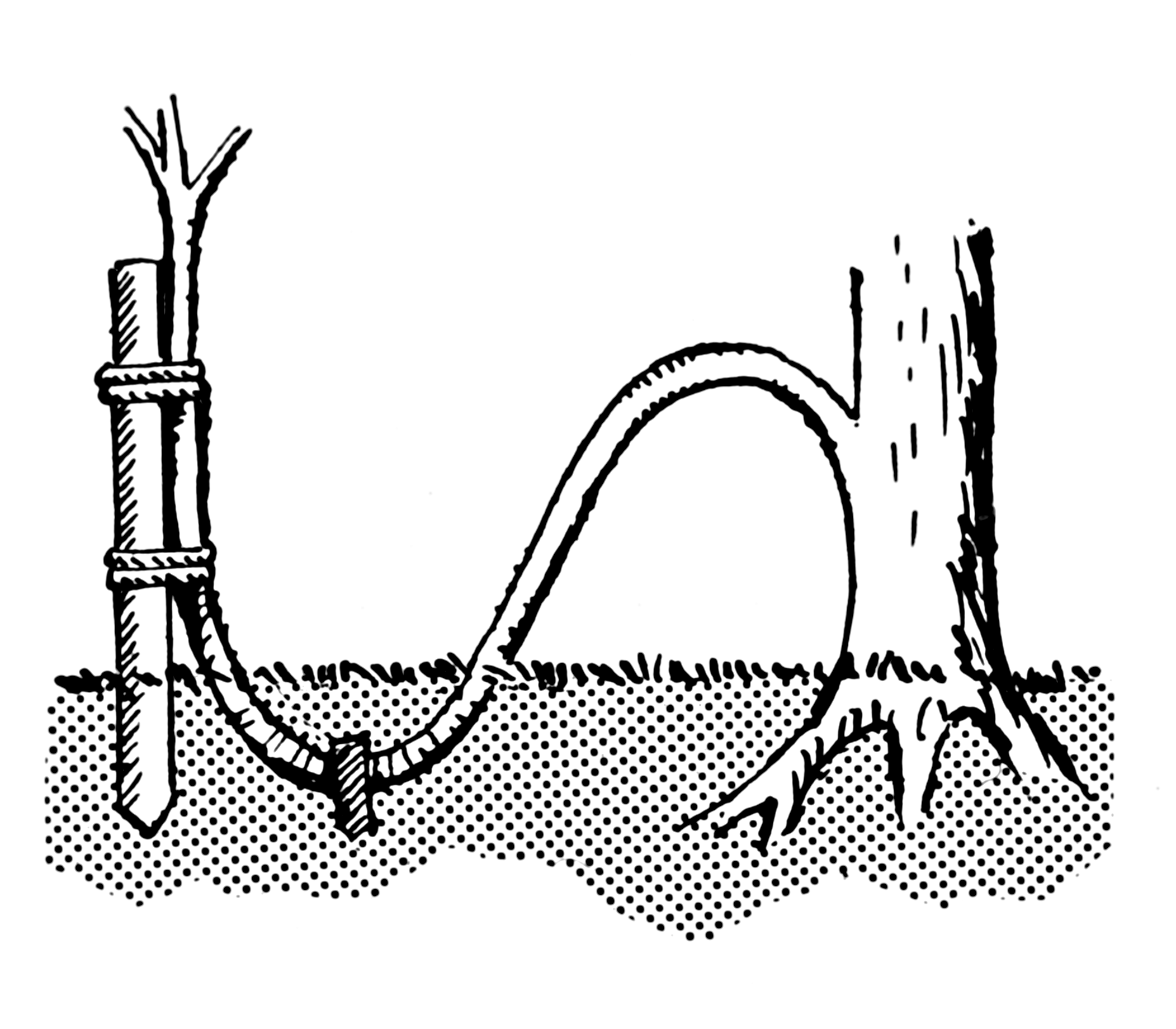
Murgonat arquejat

Es fa servir en plantes ornamentals, vinyes americanes i per alguns fruiters. S'origina plegant una branca d'una planta fins colgarla i després enlairar-lo subjectat per una gafa o alguna cosa similar. Cal que la terra estigui contínuament humida però no tant com perquè podreixi lka tija. La part subterrània emet arrels adventícies i les parts aèries nous brots que formaran una nova planta.

## Procediment
La metodologia operativa clàssica és la de tallar amb un ganivet, ben esmolat i polit, l'escorça traient un anell de l'alçada més o menys igual al diàmetre de la branca;treta l'escorça es posen fitohormones radicants en la part tallada i es posa torba o similar, perlita. Tot això es recobreix amb un plàstic fosc, amb una xeringa de tant en tant caldrà conservar-ne la huntat. Després d'un temps variable, s'haurà omplert la part lligada d'arrels i aleshores es podrà separar la branca de la planta mare i posar-la en un test amb el substrat adient.
El millor moment per a fer-ho, en climes temperats, és durant els mesos de maig i juny.

## Plantes utilitzables
Les diverses espècies responen d'una manera diversa a aquesta tècnica. En plantes que arrelen ràpidament el percentatge d'èxit és proper al 100% com per exemple el magraner els ficus i l'olivera. Al contrari en la major part de les coníferes no hi ha arrelament utilitzant aquesta tècnica excepte en rars casos. El murgonat es fa servir per obtenir plantes de majors dimensions que amb els esqueixos o en plantes especials d'hivernacles. Es fa servir molt en els bonsais.